# Bromobenzil cianeto
Bromobenzil cianeto , ou BBC, é um composto organobromado de formula molecular {\displaystyle {\ce {C8H6BrN}}}. É um cristal incolor com odor frutado irritante.  BBC não é persistente em ambientes normais e possui a vida média de 45 minutos, BBC é um material volátil que emite fumos irritantes, sua ação atordoante é potencializada quando diluído.